# Thrill of a Romance
 Thrill of a Romance és una pel·lícula musical americana de Richard Thorpe estrenada el 1945.

## Argument
Cynthia es casa amb un executiu ric i molt reeixit, però els negocis fan que ell l'abandoni durant la seva lluna de mel. Cynthia està trista i coneix l'encantador heroi de guerra, el major Milvaine, que està de llicència.

## Repartiment
- Esther Williams: Cynthia Glenn
- Van Johnson: Major Thomas Milvaine
- Frances Gifford: Maude Bancroft
- Henry Travers: Hobart 'Hobie' Glenn
- Spring Byington: Nona Glenn
- Lauritz Melchior: Nils Knudsen
- Carleton G. Young: Robert G. Delbar
- Ethel Griffies: Sra. Sarah Fenway
- Donald Curtis: K.O. Karny
- Jerry Scott: Lyonel
- Fernando Alvarado: Julio
- Helene Stanley: Susan Dorsey
- Vince Barnett: Oscar
- Billy House: Dr. Tove
- Joan Fay Macaboy: Betty
- Jeff Chandler: Cantant
- Tommy Dorsey i la seva Orquestra

## Producció
La pel·lícula va ser produïda per Metro-Goldwyn-Mayer (MGM) (controlada per Loew's Incorporated). Va ser rodada a Califòrnia, Big Bear Lake, al Llac Arrowhead, al Parc Nacional de Yosemite i a l'ArrowheadSprings Hotel de San Bernardino.

## Distribució
Distribuïda per Metro-Goldwyn-Mayer (MGM), la pel·lícula va ser presentada el 23 de maig de 1945. A Nova York, el 24 de maig; a Los Angeles el 2 juliol de 1945 amb el títol Thrill of a Romance.
El film, només als Estats Units, va recaptar 4.338.000 de dòlars